# كوتا مينامي
كوتا مينامي (باليابانية: 南 光太) (1 مايو 1979 في أويتا في اليابان – )؛ هو لاعب كرة قدم ياباني سابق كان يلعب كلاعب وسط.

## وصلات خارجية
- كوتا مينامي على موقع رابطة كرة القدم اليابانية للمحترفين (اليابانية)